# Peuples et ethnies de l'Asie du sud-est continental
 (septembre 2023).
Cette liste des peuples et ethnies du Sud-est asiatique est établie en tenant compte des origines ethnolinguistiques et des estimations de populations à partir de différentes sources par pays.

## Principaux groupes ethnolinguistiques
Les peuples et ethnies présentes en Asie du Sud-Est ,, se répartissent en trois grandes familles selon leurs origines ethnolinguistiqueset les peuplements des zones géographiques de la région,. Ainsi, on trouve les peuples de souche Austro-asiatique; les plus anciennement installé, puis les peuples de souche Tai , présents majoritairement dans le Sud de la Chine et dans les plaines du sud-est asiatique et pour les plus récemment arrivés dans la région, les peuples de souche tibéto-birmanes ; présent de manière disparate sur les hauteurs montagneuses du sous contient.
En marge de ces trois grandes familles, quelques populations d'origine Austronésienne sont remontées depuis l'Asie du sud-est maritime et habitent les régions sud du sud-est asiatique continental.

## Liste des Ethnies par groupe ethnolinguistique
Le nom des ethnies est différent selon le pays ou selon le peuple qui les désigne.
| Ethnie  | Autre dénomination           | Groupe ethnolinguistique | Population    |
| ------- | ---------------------------- | ------------------------ | ------------- |
| Achang  | Ngochang, Ngac'ang, Maingtha | Tibeto-Burman            | 30 600        |
| Bai     | Min-Chia                     | Tibeto-Burman            | 1 858 000     |
| Bouyei  | Buyi                         | Tai                      | 2 548 000     |
| Bulang  | Blang, Palaung               | Austro asiatique         | 91 882        |
| Cham    |                              | Austro asiatique         | 394 000       |
| Dai     | Thai en Chine                | Tai                      | 1 650 000     |
| De'ang  | Palaung, Benglong            | Austro asiatique         | 575 000       |
| Derung  | Trung, Dulong                | Tibeto-Burman            | 6 000         |
| Dong    |                              | Tai                      | 3 000 000     |
| Gaoshan | Gaoshanzu                    | Austronésiens            | 2 000         |
| Gelao   | Gelo                         | Tai                      | 580 000       |
| Gin     | Jin, Kinh                    | Sino-tibétaine           | 22 500        |
| Hani    | Akha, Houni, Woni,           | Tibeto-Burman            | 1 839 000     |
| Hmong   | Hmung, Hmu, Miao, Meo        | Miao-Yao                 | 4 170 000     |
| Intha   |                              | Tibeto-Burman            | 70 000        |
| Jinuo   | Jino                         | Tibeto-Burman            | 22 000        |
| Kachin  | Jingpo                       | Tibeto-Burman            | 1 375 000     |
| Karen   | Karen rouges, Karenni, Kayah | Tibeto-Burman            | 4 500 000     |
| Khamu   |                              | Austro asiatique         | 703 500       |
| Lahu    |                              | Tibeto-Burman            | 995 000       |
| Li      | Sai                          | Tai                      | 1 200 000     |
| Lisu    |                              | Tibeto-Burman            | 1 385 000     |
| Maonan  |                              | Tai                      | 107 000       |
| Menggu  |                              | Mongol                   | 14 000        |
| Môns    | Mun, Tailang                 | Austro asiatique         | 8 260 000     |
| Mulao   | Mulam                        | Tai                      | 200 000       |
| Naxi    | Na-hsi, Mosuo, Mosso         | Tibeto-Burman            | 310 000       |
| Nu      |                              | Tibeto-Burman            | 28 000        |
| Pa'o    | Taungthu, Karens Noirs       | Tibeto-Burman            | 600 000       |
| Pumi    |                              | Tibeto-Burman            | 30 000        |
| Rakhine | Arakan                       | Tibeto-Burman            | 3 189 000     |
| Shan    |                              | Tai                      | 5 000 000     |
| She     |                              | Miao-Yao                 | 634 000       |
| Sui     | Shui                         | Tai                      | 347 000       |
| Tujia   |                              | Tibeto-Burman            | 5 720 000     |
| Wa      | Lawa, Va, Pa, Rauk, Loi      | Austro asiatique         | 1 210 000     |
| Yao     | Mien, Man                    | Miao-Yao                 | 3 170 000     |
| Yi      | Lolo                         | Tibeto-Burman            | 7 762 000     |
| Zhuang  |                              | Tai                      | 18 000 000    |
| Khmer   |                              | Austro asiatique         | 16 500 000    |
| Thaï    |                              | Tai                      | 58 000 000    |
| Viet    |                              | Austro asiatique         | 74 000 000    |
| Han     |                              | Sino-tibétaine           | 1 310 000 000 |